# Adrien Morot
Adrien Morot é um maquiador canadense. Como reconhecimento, foi nomeado ao Oscar 2011 na categoria de Melhor Maquiagem por Barney's Version.